# 2265 Verbaandert
2265 Verbaandert è un asteroide della fascia principale. Scoperto nel 1950, presenta un'orbita caratterizzata da un semiasse maggiore pari a 2,6166090 au e da un'eccentricità di 0,2118289, inclinata di 19,83772° rispetto all'eclittica.
L'asteroide è dedicato all'astronomo belga Jean Verbaandert.